# Kỳ nam

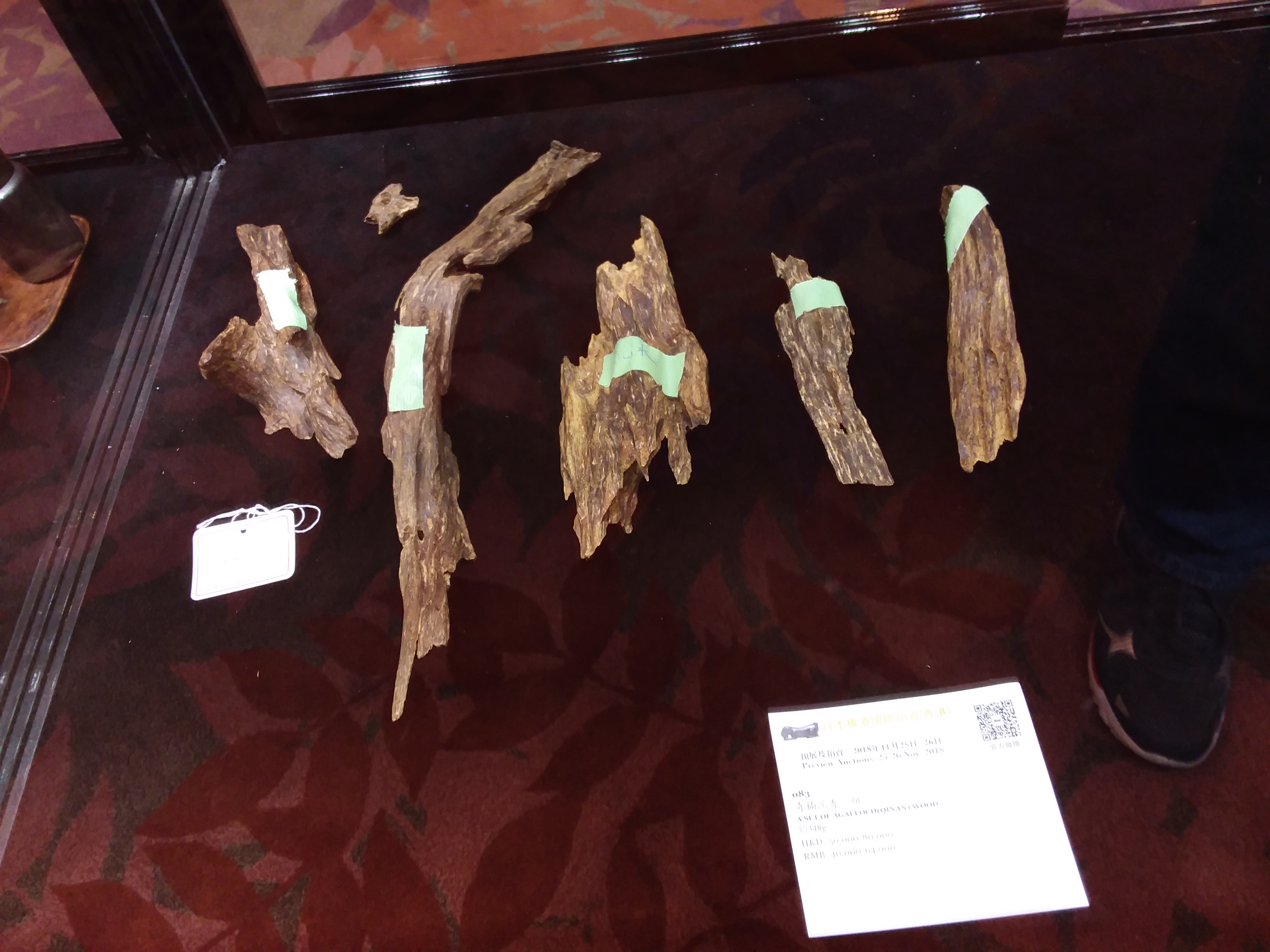
Các sản phẩm kỳ nam được trưng bày tại Nhật Bản

Kỳ nam (Agarwood/Bois d'aloès/عود) là một sản phẩm từ gỗ trầm hương với một loại nhựa gỗ có mùi thơm và sẫm màu, được sử dụng để làm hương (nhang), nước hoa và các sản phẩm đồ gỗ thủ công mỹ nghệ cở nhỏ. Kỳ nam hình thành từ trong lõi gỗ của cây Aquilaria (trầm hương) sau khi chúng bị nhiễm một loại nấm mốc có tên là Phaeoacremonium (Phaeoacremonium parasitica). Cây gỗ này sẽ tiết ra một loại nhựa cây để chống lại sự hoại sinh của loại nấm này. Trước khi bị nhiễm bệnh, lõi gỗ trầm hương hầu như không có mùi thơm, màu sắc tương đối nhạt và lợt màu. Tuy nhiên, khi tình trạng nhiễm nấm của cây trầm hương tiến triển và cây đã tạo ra nhựa thơm như một lựa chọn phòng vệ cuối cùng thì tâm gỗ trở nên rất đặc, sẫm màu và bão hòa nhựa, có hương thơm khó tả, huyền bí và tao nhã. Kỳ nam là lâm thổ sản đặc sản, bảo vật của Việt Nam, không chỉ cho mùi hương khó tả, huyền bí và thanh lịch mà còn có khả năng trị liệu (therapeutic).

## Đại cương

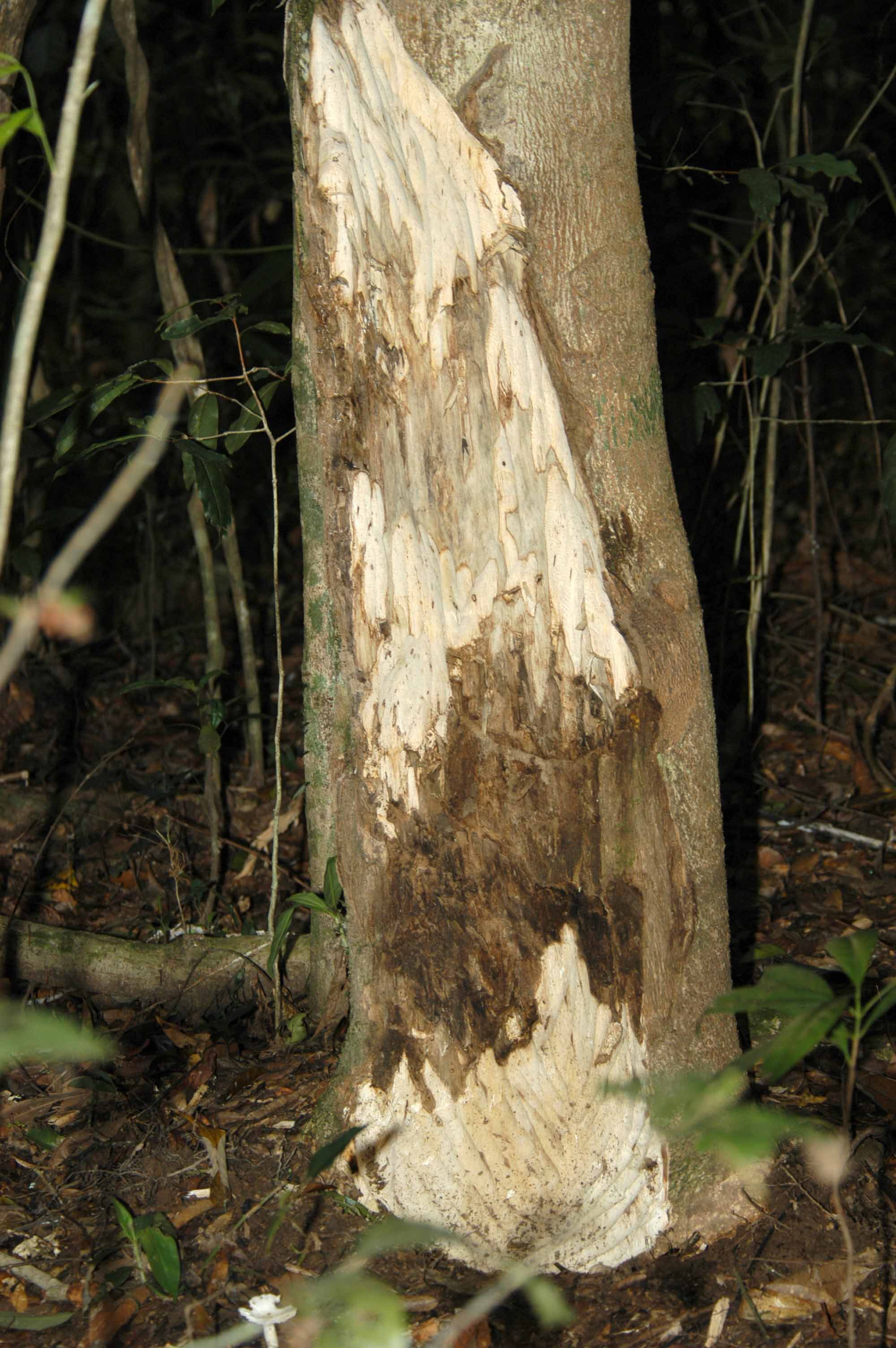
Một loại cây trầm cho ra kỳ nam

Gỗ trầm hương

Một số cây gió có bệnh ở phần lõi của thân, các tế bào gỗ thoái hóa, biến dạng, mất mộc tố, chứa một chất nhựa thơm (tinh dầu), biến thành những khối hình thể không đều, lồi lõm, có rãnh dọc, trong trong, màu sậm là kỳ nam. Chung quanh kỳ nam gỗ cũng biến chất gọi là Tóc (chữ Camphuchia là Tok), khi đốt cháy Tóc tỏa ra mùi thơm, thường dùng để làm nhang nên gọi là trầm hương. Trầm hương và Kỳ nam đều ở lõi cây gió do tích tụ nhiều hay ít tinh dầu, phân biệt bằng tính chất và khí vị, gỗ kỳ nam nặng và nhuyễn, có đủ vị cay, chua, đắng, ngọt, thơm tho, tích chứa nhiều tinh dầu nên khi cháy cho ngọn lửa màu xanh, khói lên thẳng và cao, bay lờ lững trong không khí rất lâu. Gỗ trầm hương nhẹ hơn, có vị cay, hơi đắng, mùi thơm nhẹ nhàng. Khi đốt cháy trầm hương bốc khói lên hình vòng rồi tan biến nhanh trong không khí. Khi phân biệt kỳ nam tốt xấu thì quan sát loại nào có sớ nhuyễn mịn, có nhiều tinh dầu là tốt, loại nào rắn chắc và ít dầu là xấu. Người ta thường gói kỳ nam trong lá chuối thật kín rồi đem phơi nắng, đến tối đem vào nếu có nhiều chất dầu chảy ra là tốt. Muốn giữ Kỳ nam được tốt và lâu thì bọc vào giấy thiếc hoặc bỏ vào hộp có nắp đậy kín để tinh dầu khỏi bay hơi hoặc chảy bớt.
Sản phẩm này được thu hoạch và được nhắc đến nhiều nhất trong ngành mỹ phẩm với hàng nghìn năm sử dụng được biết đến và có giá trị trong các cộng đồng Hồi giáo, Cơ Đốc giáo và Hindu giáo (trong số các nhóm tôn giáo khác), kỳ nam được đánh giá cao ở Trung Đông và nền văn hóa Nam Á nhờ hương thơm đặc biệt, được sử dụng trong nước hoa, hương (nhang) và làm trầm xông. Một trong những lý do chính khiến trầm hương tương đối hiếm và giá cao là do nguồn tài nguyên thiên nhiên này ngày càng cạn kiệt. Kể từ năm 1995, Công ước về buôn bán quốc tế các loài động vật và thực vật hoang dã có nguy cơ tuyệt chủng (CITES) đã liệt kê Aquilaria malaccensis vào Phụ lục II (có thể loài bị đe dọa). Mỗi kilogram kỳ nam tự nhiên (trầm hương) có giá nhiều tỷ đồng bởi hương thơm, sự huyền bí. Do sự độc đáo và cả những sùng tín tâm linh xung quanh sản phẩm này nên giá bán của kỳ nam có thể lên đến nhiều tỷ đồng mỗi kilogram.
Kỳ nam là loại trầm đặc biệt, hiện chỉ mới được ghi nhận hình thành trong tự nhiên, với những điều kiện tự nhiên đặc biệt. Trên thế giới, trầm tự nhiên được phân bổ khá hẹp ở một số quốc gia Đông Nam Á, Việt Nam là quốc gia đến nay được phát hiện có sản phẩm kỳ nam, người ta đã phát hiện trong rừng sâu một số cây gỗ quý mà nhựa của nó có hương thơm giống như kỳ nam của Việt Nam và đặt tên nó là cây Kynam mẹ (hoặc cây kynam mẹ, cây Qinan mẹ/Kynam Mother Tree). Vào năm 2008 ở Trung Quốc đã tìm được, những người thợ săn trầm (thường gọi là "đi điệu" hay phu trầm) đã bứng những cây mẹ đó từ rừng sâu mang về trồng ở vườn nhà. Theo thời gian, họ phát triển ra nhiều loài cây với tên gọi khác nhau, họ chiết ra rất nhiều các cây con và gọi tên là grafted kynam seedling (cây giống kinam chiết ghép). Những cây này cần 3 năm để nuôi lớn và 2 năm làm các tác động cơ học đơn giản lên cây (mà không cần cấy thuốc). Sau 5 năm, từ lõi của các cây này sẽ thu hoạch được nhiều sản phẩm. Theo kinh nghiệm của những người "đi điệu" (tìm trầm), khi nào gặp những cây gió cao 30-40 mét trở lên, lá đã vàng và nhỏ dần dần, thân cây có nhiều u bướu như những tổ kến hoặc gốc có gò mối đóng thì cây gió đó có kỳ nam, họ phải hạ cây, đào tận rễ để tìm, vì Kỳ nam có thể nằm trên ngọn, ở thân hoặc ở rễ.

## Chú thích

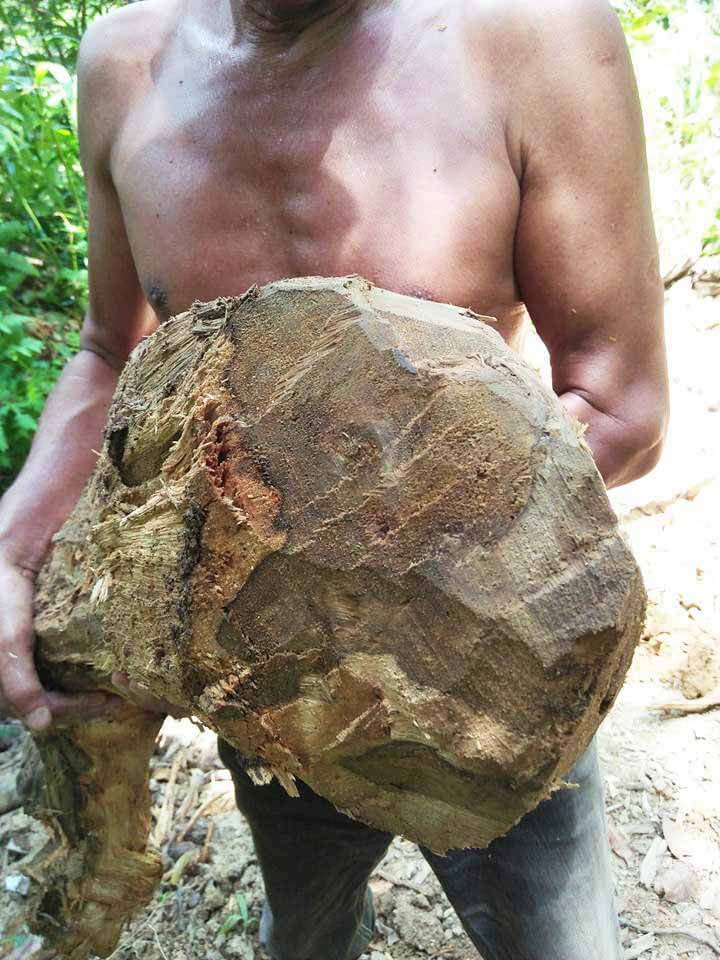
Trầm hương được hình thành trong lõi cây dó bầu được một người phu trầm (đi điệu) khai thác